# Мілонов Віталій Валентинович
Віталій Валентинович Мілонов (рос. Виталий Валентинович Милонов, нар. 23 січня 1974 року, Ленінград, РРСФР, СРСР) — російський державний діяч, політик, пропагандист Депутат Державної Думи РФ VII скликання з 5 жовтня 2016 року, рашист, українофоб.
Член партії «Єдина Росія». Депутат Законодавчих зборів Санкт-Петербурга (2007–2016). У світовій прессі широко відомий своїми екстравагантними та скандальними законодавчими ініціативами, найбільш відомим результатом яких став закон проти пропаганди гомосексуальності в Санкт-Петербурзі.

## Біографія
Дід по матері — Фердинанд Карлович Лорх. Батько — флотський офіцер, мати — вчителька початкової школи.
Віталій Мілонов почав політичну кар'єру в 1991 році у Вільно-демократичній партії Росії, співголовами якої були Марина Сальє і Лев Пономарьов. 
З 1994 по 1995 рік був помічником депутата Державної Думи Віталія Савицького. Брав участь у діяльності очолюваних ним християнських демократів, головував у громадській організації «Молоді християнські демократи».
У 1997—1998 роках Мілонов був громадським помічником Старовойтової, яка в 1998 році висунула його на вибори. Однак після її вбивства вибори в Законодавчі збори Санкт-Петербурга програв, але в другому турі підтримав Вадима Тюльпанова, ставши надалі його помічником. На присвяченому виборам сайті стверджується, що Мілонов вже у 20 років закінчив Гавайський Тихоокеанський університет за спеціальністю «політика і економіка» (США), Інститут Роберта Шумана в Будапешті (Угорщина), однак у подальшому в офіційній біографії це не згадувалося.
У 2004 році обраний депутатом в муніципальному утворенні Дачне. 
У 2005 році став главою адміністрації муніципального утворення Червоненька річка .
У 2006 році закінчив Північно-Західну академію державної служби при Президенті Російської Федерації за спеціальністю «державне муніципальне управління». Пізніше він заочно вступив у Православний Свято-Тихонівський гуманітарний університет.
У 2007 році обраний у Законодавчі збори Санкт-Петербурга четвертого скликання. Обіймав посаду голови постійної комісії з устрою державної влади, місцевого самоврядування та адміністративно-територіального устрою, був членом бюджетно-фінансового комітету.
З 2009 року — голова комітету із законодавства.
У 2011 році обраний у Законодавчі збори Санкт-Петербурга п'ятого скликання. Виборча кампанія супроводжувалася скандалами із звинуваченнями в прихованої агітації, підкуп виборців та фальсифікації виборів.
Мілонов — член парафіяльної ради православної церкви Святителя Петра, Митрополита Московського, регулярно бере участь у богослужіннях.
18 вересня 2016 року на виборах у Державну думу VII скликання, був обраний від партії «Єдина Росія» по 218 Південному одномандатному виборчому округу, місто Санкт-Петербург. Член Комітету Державної Думи з міжнародних справ.

## Відомі ініціативи
Депутат Мілонов є автором багатьох ініціатив, що викликають як позитивну, так і негативну оцінку:

### 2011 рік
- Депутат Мілонов виступив ініціатором закону про заборону кальянів, вказавши на шкоду і нібито пропаганду наркотиків[21][22].
- Він автор закону про адміністративну відповідальність за пропаганду гомосексуальності і педофілії"[23]. По цій статті він безрезультатно намагався залучити до відповідальності Rammstein[24], Мадонну[25] і Леді Гагу[26]. До кінця 2012 року, за новим законом, був притягнутий до відповідальності лише одна людина за цитування Фаїни Раневської: «Гомосексуальність— це не збочення, збочення — це балет на льоду і хокей на траві»[27].

### 2012 рік
- Віталій Мілонов виступив ініціатором заборони фото і відеозйомки в метро[28][29].
- Віталій Мілонов відомий своїми виступами проти викладання в школах теорії Дарвіна, стверджуючи недоведеність еволюції і походження людини по волі Бога[30][31]. Також категорично заперечує проти статевого виховання школярів.[32]
- Мілонов виступив проти присвоєння звання почесного громадянина режисерові Олександру Сокурову, звинувативши його у створенні блюзнірського фільму[33].
- Віталій Валентинович виступив з ініціативою закрити за аморальність телеканал MTV[34]. Він також відомий пропозицією створити в Петербурзі поліцію моралі з козаків і віруючих[35][36].
- Мілонов виступив з вимогою закрити консультативно-діагностичний центр для дітей «Ювента», назвавши його «фабрикою смерті» і звинувативши його в пропаганді гомосексуальності та абортів[37][38].
- Мілонов звернувся до міністра культури з проханням перевірити оперу Бенджаміна Бріттена «Сон в літню ніч» у постановці Крістофера Олдена на предмет сцени пропаганди гомосексуальності, педофілії, алкоголю і наркотиків[39][40].
- Мілонов виступив з ініціативою наділення ембріона цивільними правами. «Проходження цієї ініціативи буде дуже складним, але ми розраховуємо на допомогу Божу», — зазначив депутат[41][42]. Законопроєкт був відхилений[43], і навіть названий «божевільним»[44].
- У серпні Мілонов повідомив про намір внести в законопроєкт, що регламентує проведення мітингів, «невелике коригування, яке стосується проведення масових заходів у безпосередній близькості від релігійних об'єктів»[45].

### 2013 рік
- Ініціатор проєкту постанови про зміни у федеральний закон «Про рекламу», що містить положення, спрямовані проти мікрокредитування. Зокрема, зобов'язує кредиторів у рекламі послуг з надання кредиту завжди вказувати інформацію про розмір річної відсоткової ставки по кредиту. Причиною ініціації законопроєкту, за словами Мілонова, стала існуюча в Росії практика мікрокредитування, яка обертається виплатою величезних, часто грабіжницьких відсотків[46][47].
- Знайшов підтримку серед депутатів Законодавчих Зборів[48] проєкт закону «Про якість та безпеку харчових продуктів», покликаний обмежити в Росії виробництво, імпорт, оптовий та роздрібний продаж харчових продуктів, що містять транс-ізомери жирних кислот з їх масовою часткою у харчовому продукті більш ніж 2 відсотки[49][50]. На думку депутатів, відповідні зміни в законодавстві допоможуть в боротьбі за здоров'я росіян і сприятимуть підвищенню народжуваності[51].
- Мілонов запропонував створити конкурс «РосіяБачення» на противагу конкурсу «Євробачення», оскільки останній, за його словами, являє собою деградацію «в стилі Олланд»[52][53].
- Мілонов запропонував підвищити податок на прибуток до 30 % для підприємств і організацій, в яких перебуває не менше 30 % не висококваліфікованих працівників-іноземців і вніс в ЗакЗбори Петербурга відповідний проєкт постанови про поправки до Податкового кодексу Росії[54][55].
- Депутат Мілонов вніс ініціативу на розгляд ЗакЗборів, що забороняє безкоштовні аборти без медичних показань, залишаючи право на це за жертвами зґвалтування і хворими жінками[56][57].
- Депутат запропонував внести зміни в закони про свободу совісті та мітингах[58][59], що надає релігійним організаціям можливість заборонити проведення публічного заходу на територіях, що безпосередньо прилягають до будівель, споруд та інших об'єктів, що належать до нерухомого майна релігійного призначення даної організації.
- Автор федеральної ініціативи, схваленої ЗакЗборами Петербурга, покликаної встановити штрафи для комунальних компаній, які порушують правила надання послуг у сфері ЖКГ[60][61][62].
- Запропонував створити умови для переселення безпритульних до закинутих колгоспів[63].
- Виступив з ініціативою про присвоєння історичного символу Росії — чорно-жовто-білому триколору особливого статусу в цілях його очищення «від екстремістського нальоту»[64][65].
- Ініціював внесення змін до Закону «Про свята та пам'ятні дати в Санкт-Петербурзі», що встановлює день пам'яті (1 серпня) воїнів, полеглих у Першій світовій війні[66].

### 2014 рік
- Автор законопроєкту про розміщення в Петербурзі майданчиків для вигулу собак[67][68].
- Автор законопроєкту, спрямованого на розгляд до Держдуми, згідно з якою створення в Інтернеті підроблених записів з використанням чужих персональних даних може каратися штрафами від 5000 руб. для фізичних осіб і до 2 млн рублів для юридичних осіб[69][70].
- Ініціював скасування шкільних занять по суботах, посилаючись на погіршення здоров'я російських школярів у зв'язку з їх надмірним перевтомою в процесі навчання[71][72].
- Автор законопроєкту про заборону проведення в Петербурзі конкурсів краси серед дітей до 16 років, розробленого з метою захисту неповнолітніх від посягань на їхнє психічне здоров'я[73].
- Ініціював встановлення 14 червня дня пам'яті Іоанна Кронштадтського в Петербурзі[74][75].
- 31 березня написав звернення міністру внутрішніх справ Володимира Колокольцева з пропозицією створити новий підрозділ МВС — «поліцію моралі», яке, за словами депутата, має спеціалізуватися на наданні допомоги неблагополучним сім'ям, займатися профілактикою підліткової злочинності, контролювати громадян, які ведуть антисоціальний спосіб життя, боротися з проституцією та пропагандою гомосексуальних відносин серед неповнолітніх, а також протидіяти появі підпільних гральних закладів[76]. Одночасно він запропонував криміналізувати ряд статей КпАП та посилити Кримінальний кодекс[77].
- Звернувся до губернатора Георгія Полтавченка з пропозицією назвати одну з вулиць Петербурга ім'ям першого президента Чеченської Республіки Ахмада Кадирова.

### 2015 рік
- Автор розроблених після скандалу навколо танцювального номера «Бджілки і Вінні-Пух» поправок в закон «закон от 29.12.2012 № 273-ФЗ Про освіту в Російській Федерації», згідно з яким всі танцювальні установи повинні будуть погоджувати свої програми з районними відділами освіти[78].
- Автор законопроєкту, що забороняє прогулянки в купальниках і з голим торсом в громадських місцях Санкт-Петербурга[79].
- Автор звернення до глави Міністерства охорони здоров'я РФ Ольги Голодець з проханням вивчити феномен чайлдфрі, а також до керівника Генпрокуратури РФ Юрія Чайки з проханням перевірити публічні заклики до чайлдфрі в ЗМІ та соціальних мережах на наявність ознак екстремістської діяльності[80].

### 2016 рік
- Комітет з законодавству петербурзьких Законодавчих Зборів схвалив ініціативу депутата Віталія Мілонова зобов'язати керівників усіх політичних партій і кандидатів у депутати публікувати відомості про свої доходи, доходи подружжя і дітей[81].

### 2017 рік
- Вніс на розгляд проєкт закону "Про правове регулювання діяльності соціальних мереж", що вводить заборону на користування соціальними мережами до виповнення 14 років, реєстрацію в соціальних мережах за паспортними даними, заборону розповсюдження в соцмережах скріншотів листування без дозволу осіб, які брали участь у ньому, а також заборону використовувати соцмережі для організації мітингів і походів і використання соцмереж бюджетними організаціями[82]. Проєкт викликав критику з боку депутатів та інтернет-експертів, які звинуватили Мілонова в некомпетентності, популізмі та прагненні обмежити свободу.[83]

## Громадська діяльність
Регулярно бере участь в акціях з ловлі віртуальних педофілів.
З жовтня 2013 року Віталій Мілонов написав сім заяв з вимогою закрити інтернет-проєкт «Діти-404», і залучити її засновника Олену Климову до відповідальності «за пропаганду гомосексуальності серед неповнолітніх», за його припущенням проєкт фінансується за рахунок закордонних грантів і повинен бути визнаний іноземним агентом. Проєкт виник у соціальних мережах навесні 2013 року, в його групах у «ВКонтакті» і в Facebook перебувають більше півтора десятків тисяч людей, у них підлітки-гомосексуали діляться з товаришами своїми міркуваннями про життя, стосунки з батьками та однокласниками. У січні 2014 року на Климову був складений адміністративний протокол, за версією слідства вона порушила ч. 2 ст. 6.21 КпАП РФ і за це їй загрожує штраф від 50 до 100 тисяч рублів, суд відбудеться в лютому.
В лютому 2014 року Віталій Мілонов направив відкритий лист міністру культури РФ Володимиру Мединскому з вимогою заборонити концерт українського гурту «Океан Ельзи» в Петербурзі, який був призначений на 31 березня в Льодовому палаці. Мілонов також попросив Мединського внести соліста групи Святослава Вакарчука в «чорний список» небажаних для в'їзду в Росію осіб. Депутат назвав музиканта «активним і непримиренним супротивником російської держави».
2 березня 2014 року Мілонов відвідав несанкціонований антивоєнний мітинг проти введення військ в Україну, в ході якого неодноразово ображав і провокував учасників акції, зокрема назвав 75-річного блокадника «фашистом».
У неділю 16 березня 2014 року Віталій Мілонов, який працював спостерігачем на референдумі в Криму, підняв російський триколор над будівлею військової прокуратури українського Чорноморського флоту.
На базі своїх громадських приймалень у травні 2014 року у відповідь на прохання з Донецька про підтримку організував збір і доставку гуманітарної допомоги.

## Критика
Мілонов став першим депутатом Санкт-Петербурга, відставки якого вимагають частина виборців його округу і городяни, а також ряд діячів культури і мистецтва. За словами організаторів петиції, приводом до цього послужила «ціла серія абсурдних ініціатив і абсурдних витівок», які, згідно зі зверненням, закріплюють за Петербургом «імідж столиці гомофобії і мракобісся, а також міста абсурдних законодавчих ініціатив». У петиції згадуються гучні ініціативи депутата «Про заборону пропаганди гомосексуальності», наділення ембріонів правами людини, заклик до створення в Петербурзі поліції моралі з козаків і православних дружин та скандал зі співачкою Мадонною. В ході збору підписів на ресурсі Демократор за відставку депутата в перші ж два дні проголосувало 6 тисяч чоловік, а після того, як кількість голосів «за» перевалила за 11 тисяч, була виявлена накрутка голосів «проти» і збір підписів довелося призупинити. Зокрема, мешканці округу Дачне, за яким був обраний Мілонов, вважають, що депутат не справляється зі своїми обов'язками. Замість того, щоб захищати інтереси своїх виборців, він сприяє компанії «Воїн-В» — інвестору, який забудовує квартал висотками, зазначають місцеві жителі. Після мітингу проти забудови, що відбувся 9 грудня 2012 року, жителі кварталу 2А і 2Г «Улянка» висунули вимоги примусового психіатричного огляду і позбавлення Мілонова статусу депутата.
Глава міжрегіональної профспілки працівників освіти «Вчитель» Андрій Демидов, торкаючись ініціативи депутата тестувати вчителів на педофілію, вважає, що Мілонов займається «шкідливою дурницею». «Такі діячі, як Мілонов, створюють тільки істерію і загрозу для виконання вчителями своїх професійних обов'язків, сприяючи реальному відтоку з професії чоловіків, яких і так в школі не вистачає».
У зв'язку з заявою Мілонова в прокуратуру про пропаганду гомосексуальності у виступі школярів на святі святого Валентина, депутату було відправлено[коли?] відкритий лист від вчителів німецької школи № 605: законодавець «копається в брудній білизні і користується застарілими методами епохи тоталітаризму» замість того, щоб допомагати школам Петербурга в здійсненні реформи освіти. Крім того, виступаючи з подібними заявами, на думку авторів послання, Мілонов заважає навчальному процесу та дискредитує роботу колективу школи, що входить в десятку найкращих у місті.
Прокуратура не підтвердила порушення закону в 605 школі.
Пропозиція Мілонова «скасувати гомосексуальність до 2015 року» визнано «сумнівним досягненням в області шоу-бізнесу» і відзначено «нагородою» «Срібна калоша» в 2012 році. Інша подібна нагорода «Золота клізма 2012» присуджена йому за невтомну пропаганду гомосексуальності" від «Альянсу гетеросексуалів за рівноправність ЛГБТ».
У 2012 році ряд відомих діячів Росії підписали відкритий лист з проханням позбавити Віталія Мілонова депутатського мандата. Під листом підписалися Діма Білан, Філіп Кіркоров, Євген Плющенко і Яна Рудковська.
У зв'язку з висловлюванням Мілонова про викладання теорії біологічної еволюції в школах, в якому він назвав еволюцію «теорією гусака і порося», координаційний комітет Санкт-Петербурзького союзу вчених випустив заяву, в якому зазначив, що «заяви подібного роду створюють далеко не найкращу славу Санкт-Петербургу, що має в своєму Законодавчому зборах таких депутатів, дискредитують не тільки партію „Єдина Росія“, членом якої є В. Мілонов, але й законодавчу владу в цілому.»
16 грудня 2013 року петербурзький сайт Фонтанка.ру опублікував статтю про те, що петербурзький бюджету за проведену благодійну діяльність у 2012 році виплатив 9 640 000 рублів регіональній благодійній організації «Православний світ», співзасновниками якої є Віталій Мілонов і його дружина Єва Либуркина. Відповідно до звітності, на ці кошти було куплено 19 280 одиниць продуктових наборів, роздача яких відбувалася перед парламентськими і президентськими виборами в Красносельском, Кіровському та Петроградському районах міста восени 2011 року і в першій половині 2012 року. Однак сама організація «Православний світ», згідно з даними УФПС по Петербургу, була зареєстрована лише 5 червня 2012 року, таким чином договір і рахунок-фактура датовані заднім числом. Президент організації та помічник Мілонова Олексій Князєв повідомив про те, що Мілонов активно бере участь в роботі його організації і надає їй допомогу.

### Екстремізм
Член Ради Федерації від адміністрації Архангельської області Костянтин Добринін звернувся до генерального прокурора Юрія Чайки з проханням перевірити на екстремізм інтерв'ю Віталія Мілонова інтернет-виданню Slon.ru, так як на його думку вказані там заяви депутата з використанням елементів ненормативної лексики та кримінального жаргону містять заклики до геноциду, розпалюванню ворожнечі й міжнаціональних конфліктів.
Шість депутатів, що представляють в архангельському парламенті фракцію «Єдина Росія», звернулися до голови Законодавчих зборів Петербурга В'ячеслава Макарова з проханням рекомендувати депутату Віталію Мілонову скласти свої депутатські повноваження через висловлювання щодо кримськотатарського та українського народів. У листі з посиланням на «досвід і моніторинг засобів масової інформації» йдеться про те, що заяви сприймаються громадянами як позиція Законодавчих зборів, і в результаті під ударом виявляється репутація і міського парламенту, і навіть міста Санкт-Петербурга.".
Будучи спостерігачем під час кримського референдуму, Віталій Мілонов заявив про те, що до складу Російської Федерації потрібно повернути Харків, Донецьк і Одесу. Також він повідомив про те, що не вважає себе антиамериканістом.
У березні 2014 року інтерв'ю Мілонова стало предметом перевірки Генеральної прокуратури на предмет екстремізму у зв'язку з використанням виразів «божевільні козли», «придурки з мандолінами» стосовно українців та «свині», «які зривають глотки на гроші Туреччини», яким він «хотів дати в рило», стосовно кримських татар.
В інтерв'ю Anews у травні 2019 року розповів про своє ставлення до геїв і що з ними потрібно робити. За його словами, він вважає, що нетрадиційні речі не треба витягувати навиворіт, це справа кожного в рамках приватного життя. Також Віталій Мілонов висловився проти заяв пропагандистів про фізичне насильство та арешт геїв.
У грудні 2021 року Віталію Мілонову присудили антипремію за сумнівні досягнення в юриспруденції "Малинова Феміда" за "публічну образу окремих груп людей (2021 року - колекторів), користуючись депутатською недоторканністю"

## Особисте життя
Одружений з Євою Лібуркіною, яка з червня 2008 року по жовтень 2011 року була членкинею Санкт-Петербурзької виборчої комісії з правом вирішального голосу, куди була висунута муніципальною радою муніципального утворення «Червоненька річка» (виборчої території Мілонова і Валентини Матвієнко). Виховує трьох дітей — дочку Марту, сина Миколу і прийомного сина. Віталій Мілонов демонстративно носив футболку з написом «Православ'я або смерть!».
Батько дружини Мілонова — Олександр Лібуркін, поет і службовець в Муніципальному утворенні «Червоненька річка», яким його зять керував з 2005 року. У вересні 2011 року придбав віллу на Кіпрі в селі Лиопетри, округ Фамагуста. Двоповерхова вілла площею близько 150 квадратних метрів оточена трьома «сотками» землі, до 2016 року будинок був виставлений на продаж, його ціна варіювалася від 140 до 182 тисяч євро.
З 1991 року відвідував збори Євангельських християн, а в 1998 році — звернувся до православ'я.

## Санкції
Віталій Мілонов голосував за постанову № 58243-8 «Про звернення Державної Думи Федеральних Зборів Російської Федерації до Президента Російської Федерації В.В. Путіна про необхідність визнання Донецької Народної Республіки та Луганської Народної Республіки», є підсанкційною особою багатьох країн світу.
У лютому 2022 році внесений Польщею до санкційного візового списку: Мілонову заборонено в'їзд на територію Євросоюзу, а також держав Шенгенської зони.
23 лютого 2022 року, на тлі вторгнення Росії в Україну, занесений до списку санкцій Євросоюзу, оскільки "підтримував і проводив дії та політику, які підривають територіальну цілісність, суверенітет і незалежність України, які ще більше дестабілізують Україну".
24 березня 2022 року доданий до санкційного списку США.
7 вересня 2022 року доданий до санкційного списку України.

## Нагороди
- Медаль ордена «За заслуги перед Вітчизною» II ступеня (8 вересня 2015 року) — за активну законотворчу діяльність і багаторічну роботу[137][138]
- Медаль «За зміцнення бойової співдружності»[139].
- Медаль Святого апостола Петра II ступеня (Санкт-Петербурзька і Ладозька єпархія РПЦ)[139].

## Цікаві факти
- В інтернеті поширена, за словами Мілонова, неправдива інформація про те, що він нібито ініціював поправку, згідно з якою дівчата, які не народили до 23 років, будуть призиватися до служби в армії. Мілонов вважає, що через цю інформації «міцно облажався» опозиційний кандидат в мери Москви Олексій Навальний, який приписав у своїй агітгазеті Мілонову даний «фейк»[140].
- Віталію Мілонову присвячена сатирична пісня[141].
- Вийшла у світ настільна гра «Життя депутата Мілонова»[142]